# Amicitia Turicensis Zürich
Die Amicitia Turicensis ist eine farbentragende Schweizer Studentenverbindung in Zürich. Sie wurde am 27. April 1895 gegründet.

## Allgemeines
Die Amicitia Turicensis ist eine nichtschlagende, konfessionell und politisch neutrale, schweizerischem Gedankengut verbundene Verbindung männlicher Studenten vorab technisch-naturwissenschaftlicher Fachrichtungen der ZHAW Zürcher Hochschule für Angewandte Wissenschaften, der OST Ostschweizer Fachhochschule und weiterer Hochschulen, so auch der ETH Zürich. Ihre Devise ist «Freundschaft und Wissenschaft». Sie ist eine Lebensverbindung; die Mitgliedschaft dauert gewöhnlich lebenslang. Die Verbindung bezweckt die Förderung von Freundschaft und wissenschaftlichen Bestrebungen unter den Mitgliedern und die Pflege studentischen Brauchtums.
Die Amicitia Turicensis besteht aus einer Aktivitas und einem Altherren-Verband mit Sitz in Zürich und je eigenen vereinsrechtlichen Statuten, die auch die gegenseitige Beziehung regeln. Zur Verbindung gehört auch die „Hausgenossenschaft des Altherren-Verbandes der Amicitia Turicensis“.
Die Amicitia Turicensis war Mitglied des am 19. November 2024 aufgelösten Winterthurer Konvents, der Dachorganisation der Altherren-Verbände der farbentragenden Studentenverbindungen der ZHAW. Sie ist auch Mitglied der Schweizerischen Vereinigung für Studentengeschichte SVSt.
Die Amicitia Turicensis pflegt besondere Freundschaftsbeziehungen zur Schaffhauser Verbindung Fortuna, seit 1953 zur Rupertia Heidelberg und seit deren Gründung am 28. März 1981 zur Rapperswiler Verbindung Rudolfia.

## Geschichte
Gegründet wurde die Amicitia Turicensis am: 27. April 1895 im Café Oetiker an der Glockengasse 8 (heute Taverna Catalana) im Zürcher Stadtkreis 1 durch dreizehn Gründungsmitglieder. Die Versammlung bestimmte u. a. Farben, Zirkel, einen provisorischen Vorstand und als erstes Vereinslokal die „Bierhalle zum Augustiner“ an der Augustinergasse 25 im selben Stadtkreis. Am 22. Dezember 1895 wurde der Alten-Convent gegründet, der später in Altherren-Verband umbenannt wurde.
Am 12. Dezember 1965 erfolgte die Gründung der „Hausgenossenschaft des Altherren-Verbandes der Amicitia Turicensis“. Ihr Zweck ist der Erwerb und Unterhalt einer Liegenschaft für die Amicitia Turicensis. Nach dem Kauf des Gasthauses Hofwiesen an der Hofwiesenstrasse 265 im Quartier Unterstrass am 10. Juni 1967 und dem anschliessenden Umbau stand der Verbindung ab 1968 während fast 40 Jahren ein eigenes Stammlokal zur Verfügung. Die Liegenschaft wurde am 12. Dezember 2007 verkauft, wobei die Amicitia Turicensis weiterhin Gastrecht geniesst.
Am 13. Mai 1974 erhielt die Amicitia Turicensis als erste Verbindung die offizielle Anerkennung durch die Direktion des 1972 eröffneten Interkantonalen Technikums Rapperswil ITR, der nachmaligen Hochschule für Technik Rapperswil HSR, die per 1. September 2020 in der neu organisierten Ostschweizer Fachhochschule OST aufgegangen ist. Am 17. Mai 1974 konnten die ersten Rapperswiler Studenten in die Aktivitas aufgenommen werden. Im WS 1980/81 unterstützte die Amicitia Turicensis als Patenverbindung die Gründung einer neuen Verbindung am ITR, der Rudolfia, die am 21. März 1981 erfolgte.
Von den Jubiläumsfeierlichkeiten konnten nur gerade jene zum 75- und zum 100-jährigen Bestehen in den Jahren 1970 und 1995 wie geplant durchgeführt werden. Die Feier zum 25-Jahr-Jubiläum musste wegen der Spanischen Grippe auf das Wochenende vom 23./24. Oktober 1920 verschoben werden, das 50-jährige Bestehen wurde wegen des 2. Weltkrieges statt 1945 erst am 7. September 1946 gefeiert, und die für 2020 geplanten 125-Jahr-Festivitäten mussten wegen der COVID-19-Pandemie auf 2021 verlegt werden.
Ihre erste Fahne erhielt die Amicitia Turicensis am 10. Mai 1924. Am 79. Stiftungsfest vom 22. Juni 1974 fand die Weihe einer neuen Fahne statt.

## Farben

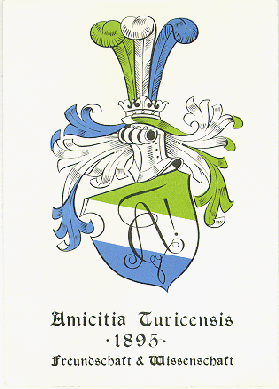
Couleurkarte der Amicitia Turicensis von 1984

Mütze: Grüne Tellermütze mit silberner Perkussion, Alte Herren häufig auch mit Tönnchen, oft mit Zirkel bestickt. Farbenband: Grün-Weiss-Blau mit silberner Perkussion (Fuxenband: Grün-Weiss). Das Grün ist ein helles Moosgrün.

## Schriften
- Festschrift des 25jährigen Jubiläums der Amicitia Turicensis am 23. und 24. Okt. 1920. Zürich 1922.
- Amicitia Turicensis 1895 – 1995. Jubiläumsschrift der Studentenverbindung Amicitia Turicensis. Zürich 1995.
- Amicitia Turicensis 1895 – 2020. Jubiläumsschrift 125 Jahre Studentenverbindung Amicitia Turicensis. Zürich 2020.